# Грабина Леонід Олексійович
Леонід Олексійович Грабина (25 травня (6 червня) 1885, Ромни, Полтавська губернія (нині Сумська область) – 3 грудня 1971, Прага) – геодезист, інженер, Професор геодезії (1928), член Товариства Музею визвольної боротьби України (ТМВБУ), професор Української господарської академії у Подєбрадах, секретар в Українській науковій асоціації в Празі, а також фахівець з геодезії при «Культурно-науковому видавництві при Українському національному об’єднанні».

## Життєпис
Леонід Олексійович народився у м. Ромни, Полтавської губернії (нині Сумська область) в родині письменника – Олексія Трохимовича Грабини. Його дитинство пройшло в мальовничих містах: у Євпаторії та Генічеську. Але вже у 1894 р. хлопчик знову переїхав до рідного Ромна, де дістав початкову освіту в Роменській реальній школі. Після цього він навчався у Прилуцькій гімназії, і відразу по її закінченню вступив на інженерний відділ Київського політехнічного інституту (закінчив навчання у 1912 р.).

##### Перші кроки у дорослому житті
У тому ж таки 1912 р. Леонід почав працювати у Київському губерніальному земстві, де займався дослідженням шосових шляхів. Але не довго він тут затримався - вже через 4 місяці Леонід був інженерним кондуктором на військовій службі, де проводив нівеляційні роботи для військового відомства.
Восени 1913 р. молодий хлопець працював на будові державної залізниці з Харкова до Херсона, і цікавим є те, що саме в даний період він почав видавати перші друковані праці, які були присвячені аналітичним розрахункам арочних конструкцій.
Як бачимо з біографії, життя Леоніда Грабини було мінливим - він постійно змінював місце роботи (і місце проживання), тому не дивно, що у 1918 р. він знову перейшов на службу в Києві, де працював у Департаменті нового будівництва Міністерства шляхів. У 1921-1922 рр. він почав запроваджувати тахіметричні та нівеляційні роботи по будові нового міського водоводу.

##### Викладання у навчальних закладах
У травні 1922 р.  життя подарувало Л. Грабині кар’єрний зріст: він почав свою діяльність, як голова Ревізійної комісії та викладач геодезії при Українській господарській академії (УГА) у Подєбрадах. У цьому навчальному закладі він працював 13 років.   

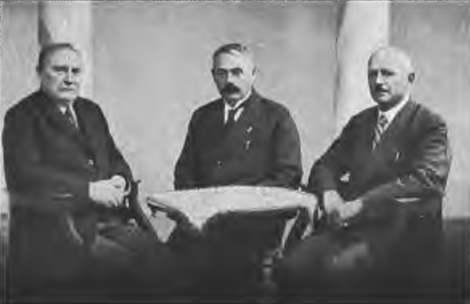
Ревізійна комісія УГА в Подєбрадах. Зліва: лект. Д-р О. Безпалко, проф. Л. Грабина, доц. О. Петрів

Леонід Олексійович викладав на Інженерному факультету, на гідротехнічному відділі (керував кафедрами вищої та нижчої геодезії). У 1924 р., від Міністерства земельних справ Чехословацької республіки, він отримав командировку для наукового дослідження тріянгуляційних робіт у Закарпатті та Словаччині.
У 1928 р. він став професором геодезії в УГА, адже написав та захистив дисертацію на тему "Еволюція стародавньої техніки межування в Україні".
В Українській господарській академії діяло «Видавництво товариства при Українській господарській академії», де він видавав свої праці, які збагатили українську науку. Важливо зазначити, що завдяки цій видавничій праці розвивалось співробітництво між українською та іноземною наукою: професор Леонід Олексійович брав участь у Міжнародному конгресі землемірів у Парижі (1926 р.), а також у Міжнародному науковому Конгресі геодезичної та географічної унії в Празі (1927 р.)
При видавництві УГА Грабина випустив дві частини книги «Нижча геодезія» (1923 р., 1925 р. відповідно), а також книгу «Нижча геодезія. – Вступ: курс лекцій для студентів сільсько-господарського, інженерного та аграрно-лісового відділів» (1922 р.), та багато інших праць, які він використовував під час проведення занять.
У 1935-1940 рр. Леонід Олексійович працював в Українському технічно-господарському інституті, який був створений при тій же Українській господарській академії.
Після закінчення праці в даному інституті, геодезист на цілих 15 років пов’язав свою діяльність з Головною геодезичною установою Чехословацької Республіки (у місті Прага), після чого пішов на пенсію. І вже у 1969-1970 рр. Леоніда Олексійовича взяла під опіку Марія-Стефанія Дунець, яка в цей час працювала в університетській бібліотеці Чехословаччини і водночас піклувалась про українських вчених.

## Внесок у розвиток науки
Леонід Грабина певний час був фахівцем з геодезії при філії Українського національного об’єднання у Празі. Він працював у «Фаховій комісії при Культурно-науковому видавництві УНО». Головним завданням, яке виконувало «Культурно-наукове видавництво при Українському національному об’єднанні» - це було підтримання досліджень українських національних проблем.

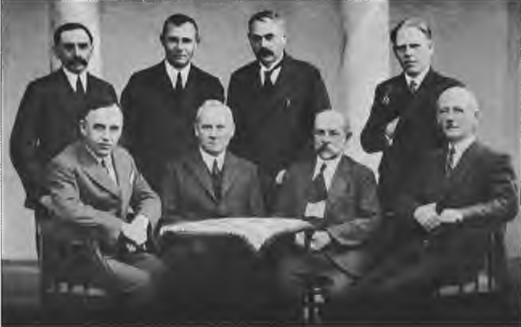
Сенат УГА в Подєбрадах. Сидять зліва: доц. О. І. Бочковський (секрет. Проф. ради), проф. Б. Іваницький (ректор), проф. Л. Фролов (проректор), проф. В. Чередіїв (декан Агроном.-ліс. фак.); стоять зліва: Г. Шиянів (секрет. Сенату), проф. В. Іванис, (декан Інженери, фак.), проф. Л. Грабина (голова Ревіз. ком.), проф. М. Добриловський (декан Економ.-коопер. фак.)

Потрібно зазначити, що у листі від 6 листопада 1931 р. (лист написав сам Леонід Олексійович)  вказано 34 публікації, які були згруповані у розділи: «Друковані праці (головніші)», «Друковані реферати перекладного характеру з огляду технічної літератури» і «Праці з’їздові та конгресові», які були написані українською та чеською мовами.
Леонід Олексійович брав участь у різних наукових з’їздах, серед яких можна виділити:
- Міжнародний конгрес землемірів у Парижі (1926р.);
- Конгрес міжнародної геодезичної унії в Празі (1927р.);
- Український науковий з'їзд у Празі (1926р.; 1932р.).

Уваги заслуговують праці:
1. Нижча геодезія. Подєбради, 1925;
2. Визначення сили тягара на морях новим маятниковим пристроєм проф. Венінга Майнеса та провізоричні висліди одержані за поміччю його // Тех. Вісти. Л., 1928. Ч. 4;
3. Комасапія в Сирії // Там само. Л., 1930. Ч. 1;
4. Катастральні і технічні тріянгуляції. Подєбради, 1931;
5. Початки аґропедологічного маповання полонин Закарпаття // Укр. агроном. вістник. Л., 1934. Кн. 3;
6. Polygonation parallactique: ou en est la polygonation de précision // J. des géométres experts et topographes francais. Paris, 1948. № 9.

Видатний геодезист певний час був членом Товариства Музею визвольної боротьби України (ТМВБУ), де виступав і жертводавцем Музею – надавав авторські примірники книг.
У 1953-55 рр. Леонід Грабина переклав геометрію та фізику для середніх шкіл Пряшівщини з словацької мови на українську.
Також він співпрацював з «Українською Загальною Енциклопедією»: вів відділ геодезії та межових робіт.
Не менш важливою заслугою був внесок Леоніда Олексійовича у розвиток наукової української геодезичної термінології, яка спиралась на народну мову Київщини та Полтавщини.